# سر ورجه وورجه‌ای

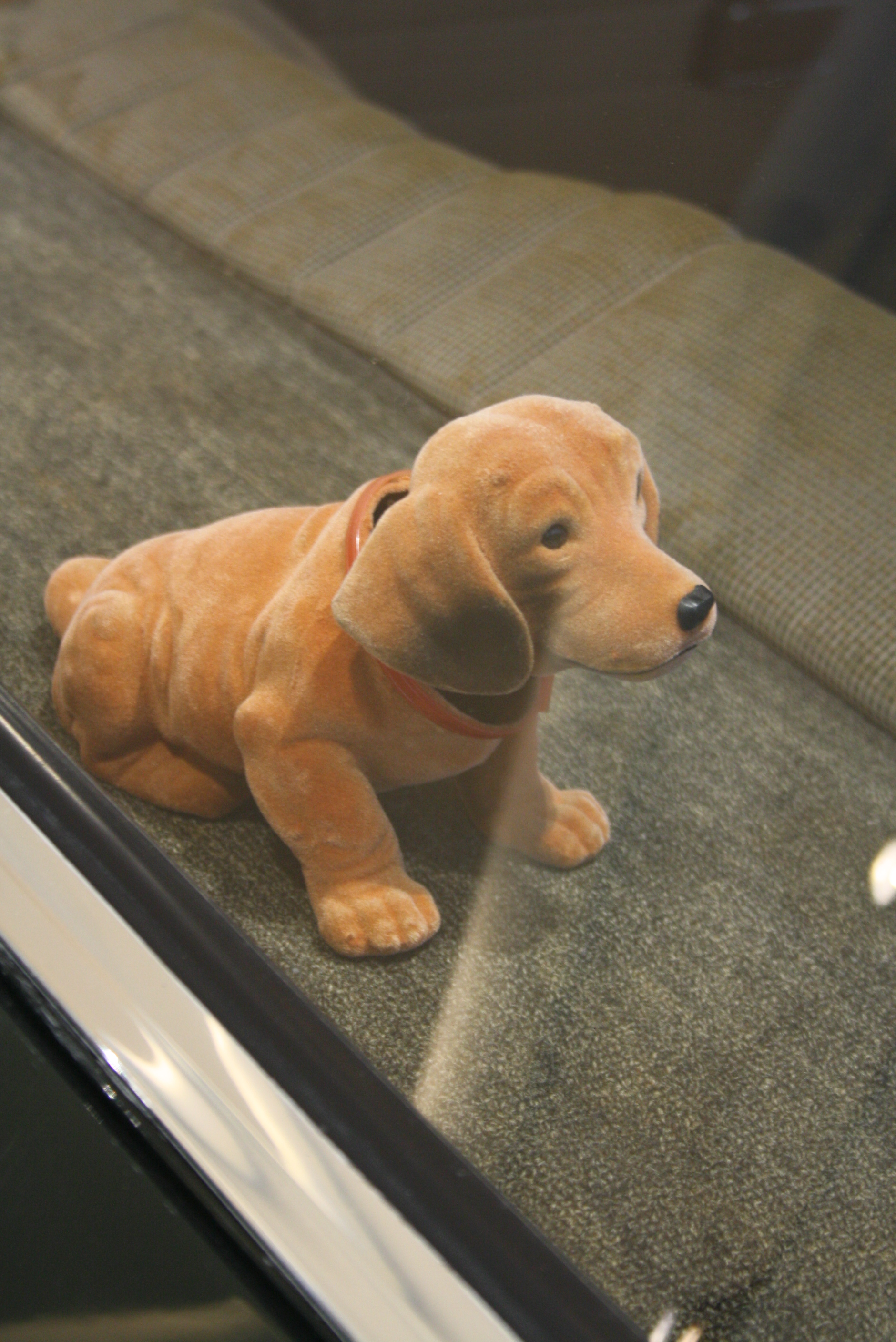
یک عروسک سرحبابی روی طاقچه - موزه اروین هایمر

سرحبابی، که به آن اشاره‌گر یا تکان دهنده یا تلوتلودهنده نیز گفته می‌شود، نوعی عروسک کلکسیونی است. سر آن در مقایسه با بدن آن اغلب بزرگتر است. به جای اتصال محکم، سر آن توسط فنر یا قلاب به بدنه متصل می‌شود، به گونه ای که یک ضربه سبک باعث می‌شود تا سر به اطراف حرکت کند یا حباب بزند، از این رو نام آن است.